# 250 Bettina
250 Bettina är en asteroid i huvudbältet som upptäcktes den 3 september 1885 av den österrikiske astronomen Johann Palisa. Den fick senare namn efter baronessan Bettina von Rothschild, hustrun till den österrikiske bankiren Albert Salomon von Rothschild, som köpte namnrättigheten för 50 pund.
Bettinas senaste periheliepassage skedde den 6 april 2021. Dess rotationstid har beräknats till 5,06 timmar.